# レニャーノの戦い
レニャーノの戦い（レニャーノのたたかい、イタリア語: Battaglia di Legnano）は、1176年に北イタリア・ロンバルディア地方のレニャーノで行われた、神聖ローマ帝国とロンバルディア同盟との戦闘である。ロンバルディア同盟が勝利を収め、皇帝フリードリヒ1世による北イタリア支配の試みを頓挫させることとなった。
中世イタリアにおける教皇派と皇帝派の抗争の中に位置づけられる戦闘であるが、近代にイタリア統一運動が盛んになると「イタリアが連帯して外国支配に勝利した戦い」として評価され、「イタリア愛国主義のよりどころ」になった。

## ロンバルディア同盟

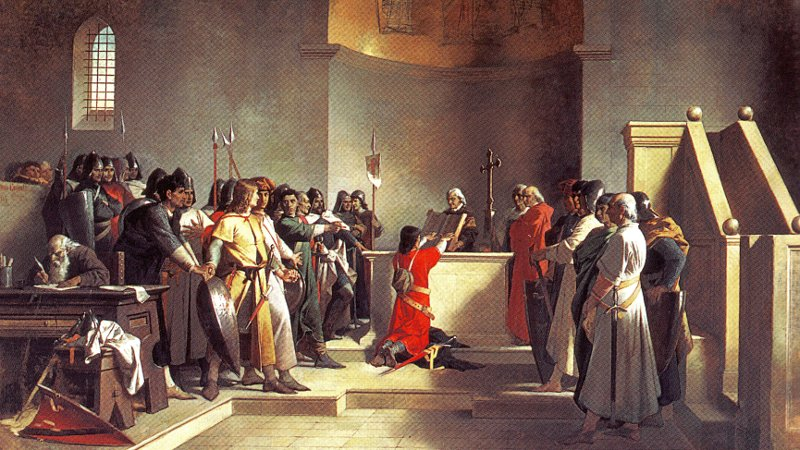
アモス・カッシオーリ「ポンティーダの誓約」（1885年）。

ロンバルディア同盟は1167年、おおむねヴェローナ同盟 (it:Lega Veronese) をもととして結成された。
それは神聖ローマ帝国の「バルバロッサ」ことフリードリヒ1世に対抗してロンバルディア地方の都市が相互の連帯を約束した連合であった。
ロンバルディア地方の諸都市はロンバルディア地方の小さな村ポンティーダにて誓約した。
モンテ・ポルツィオの戦い でローマ教皇アレクサンデル3世が神聖ローマ帝国軍に惨敗した後、ロンバルディア同盟は反神聖ローマ皇帝の合法的な戦闘集団としては最後のものとなり、教皇からの強い後ろ盾があった。

## フリードリヒ1世の第5次イタリア遠征
1174年9月、フリードリヒ1世は第5次イタリア遠征に着手した。ロンバルディア地方での間断なく続く反乱の鎮圧と教皇との不和を解決するためにである。
フリードリヒはアルプスの向こうでは8000人の騎士を率いていて9月の終わりにはピエモンテに到着した。彼のいとこハインリヒ獅子公と彼の軍はいったんは帝国軍の遠征から外れた。
フリードリヒはスーザで1168年の振る舞いの雪辱を果たしたかった。9月30日彼の軍はこれを攻略し焼き払った。
彼の次の目標はアスティの町であった。彼は7日間の包囲戦で攻略している。10月には、フリードリヒ1世はついに約束していたボヘミアからの増援を受けた。
フリードリヒ1世の迅速かつ猛烈な当初の成功には、辺境伯、モンフェッラート侯 グリエルモ5世とビアンドラーテ伯がロンバルディア同盟を破ったからである。

## アレッサンドリア包囲戦
「アレッサンドリア包囲戦」はフリードリヒ1世の、この遠征が雪辱戦であり、ロンバルディア同盟を完膚なきまでに叩き教皇を排除するという性格から、第5次イタリア遠征において重要な出来事であった。
したがって次の目標はロンバルディア地方のアレッサンドリア市であった。アレッサンドリアはミラノの難民によって建設された。彼らは1162年にフリードリヒ1世の軍がミラノ市街を焼き破壊した後に逃げてきたのである 。そして名前は教皇アレクサンデル3世に由来する。
どの屋根も藁ぶきだったことから「藁の都市の包囲戦」と呼ばれたこの戦いは、10月の終わりに始まった。
フリードリヒの驚きと怒りに対し、帝国軍はこの町を攻略できず、門の前で冬を過ごすことになった。
聖土曜日に、フリードリヒ1世の軍は塀の下にトンネルを掘って侵入しようとした。しかし、ミラノ市民によって踏みつぶされて撃退された。
アレッサンドリアの抵抗はロンバルディア同盟の最初の勝利であった。
フリードリヒ1世は包囲を中止せざるをえなくなった上、ロンバルディア同盟軍が進軍してきたので、パヴィアまで後退した。

## モンテベッロ条約
1175年4月16日、フリードリヒ1世とロンバルディア同盟はモンテベッロで和平交渉をすることに合意する。しかし長い会談のあと交渉は決裂し結果は出なかった 。
フリードリヒ1世は戦闘は差し迫っていることを知っており、キアヴェンナにハインリヒ獅子公に会いに行った。
しかしハインリヒはいとこの皇帝の支援を断った。彼はフリードリヒが敗れると、自分にもっと強大な力が得ることができるだろうと考えたのである。

## 戦闘

### 戦闘前

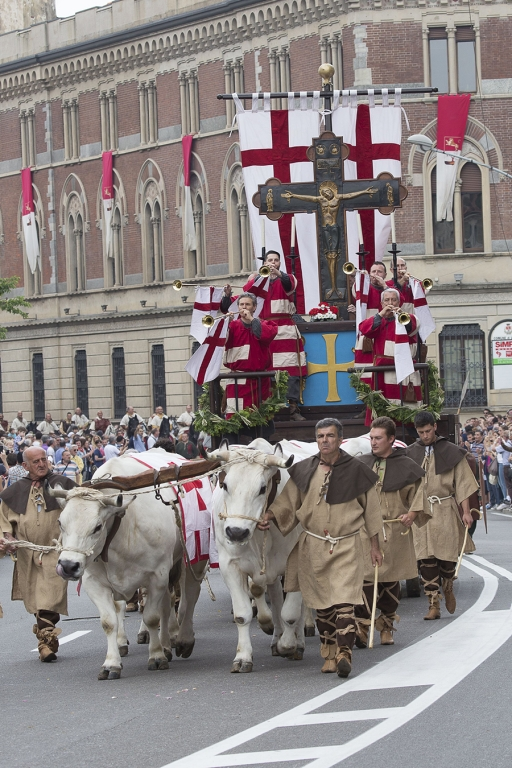
現代のレニャーノにおける歴史再演イベントでの「カロッキオ」

フリードリヒ1世のアレッサンドリア包囲の挫折、モンテベッロの合意の失敗、いとこのハインリヒ獅子公支援の拒絶のあと、彼はとうとうドイツから良い知らせと支援を受け取った。
ドイツの増援軍は1176年4月にルコマーニョ峠を横断しコモ湖地域に入った。
「バルバロッサ」フリードリヒ1世、ケルン大司教フィリップ1世と大司教マグデブルクのヴィッヒマンとひそかにパヴィアからティチーノ川沿いに増援軍に会いに行き、これを率いて本隊と合流させた。
フリードリヒ1世は1000の騎士と1000の歩兵を16のドイツ諸侯から受け取った
コモ湖においてロンバルディアの帝国軍は増援軍を増やし3000の騎士と3000の歩兵となった。しかし帝国軍は主としてドイツ人騎士からなる騎兵であった。
ミラノ市民はフリードリヒ1世の計画を知らされ、戦闘の準備をした。「カロッキオ」（Carroccio。牛によって曳かれた神聖な戦車。イタリア都市国家の象徴であった）が組み立てられ、ミラノの大司教アリベルトの十字架の祭壇や市旗で飾られた。
1138年大司教アリベルトは神聖ローマ皇帝コンラート2世に対してミラノ防衛を勝利に導いた。したがって「アリベルトの十字」は神聖ローマ皇帝に対する勝利の象徴である。
ミラノの年代記作家ミラノのラルフ（シレ・ラオウル（en:Sire Raoul））によれば、900の騎士がミラノからやって来て、550ほどの騎士が3つの町からやって来た。同盟軍の残りは歩兵である。
伝説的な「死の中隊（"Compagnia della Morte"）」は歩兵から成っており、ロンバルディア同盟軍の歩兵の中核を形成していた。後世の年代記の記述では「死の中隊」はアルベルト・ダ・ジュッサーノによって率いられていたとされるが、ジュッサーノは架空の人物である 。ロンバルディア同盟軍を実際に率いていたのは、ギー・ダ・ランドリアーノであった。

5月29日の両軍の動き。皇帝軍は黄、ロンバルディア同盟軍は緑。

フリードリヒ1世と彼の増援軍がパヴィアへと戻る途中で帝国軍の本隊と合流する間に、ロンバルディア同盟軍は3500の兵力をオロナ川の西岸近くに配置した。
歩兵、ミラノの戦車、カロッキオはボルサーノのにわか作りの要塞に配置された。
ロンバルディア同盟軍はフリードリヒ1世がまさにこの地域を幾重にも取り囲んでいることを知っていた、しかしどのように彼がしているかはわかっていなかった。5月29日の夜明け、ロンバルディア同盟軍は700の騎馬からなる偵察隊をセプリオ地域に派遣した。同時に、皇帝はオロナ川を渡り、カイラーテから南、ブスト・アルシーツィオ北東8キロのところを行軍していた。

### 戦闘開始
ここに戦闘が始まった、ロンバルディア同盟軍の偵察隊と300の精強な帝国軍の前衛が衝突した。衝突は短く、流血をともなった。そしてフリードリヒ1世はすでに切迫していたし、ロンバルディア同盟の偵察隊は攻撃を停止しボルサーノに撤退した。
このとき、フリードリヒ1世と帝国軍のドイツ兵はボルサーノ‐レニャーノ近郊のロンバルディア同盟軍のすべての流血の攻撃に対して、反撃を開始した。
ロンバルディア同盟軍の騎兵はあらかた敗走したが、歩兵と、カラッキオをそのまま残して散兵へと避難しようとしていた。
フリードリヒ1世はカロッキオに向かって進軍し、騎兵隊をもって歩兵と「死の中隊」を襲撃した。

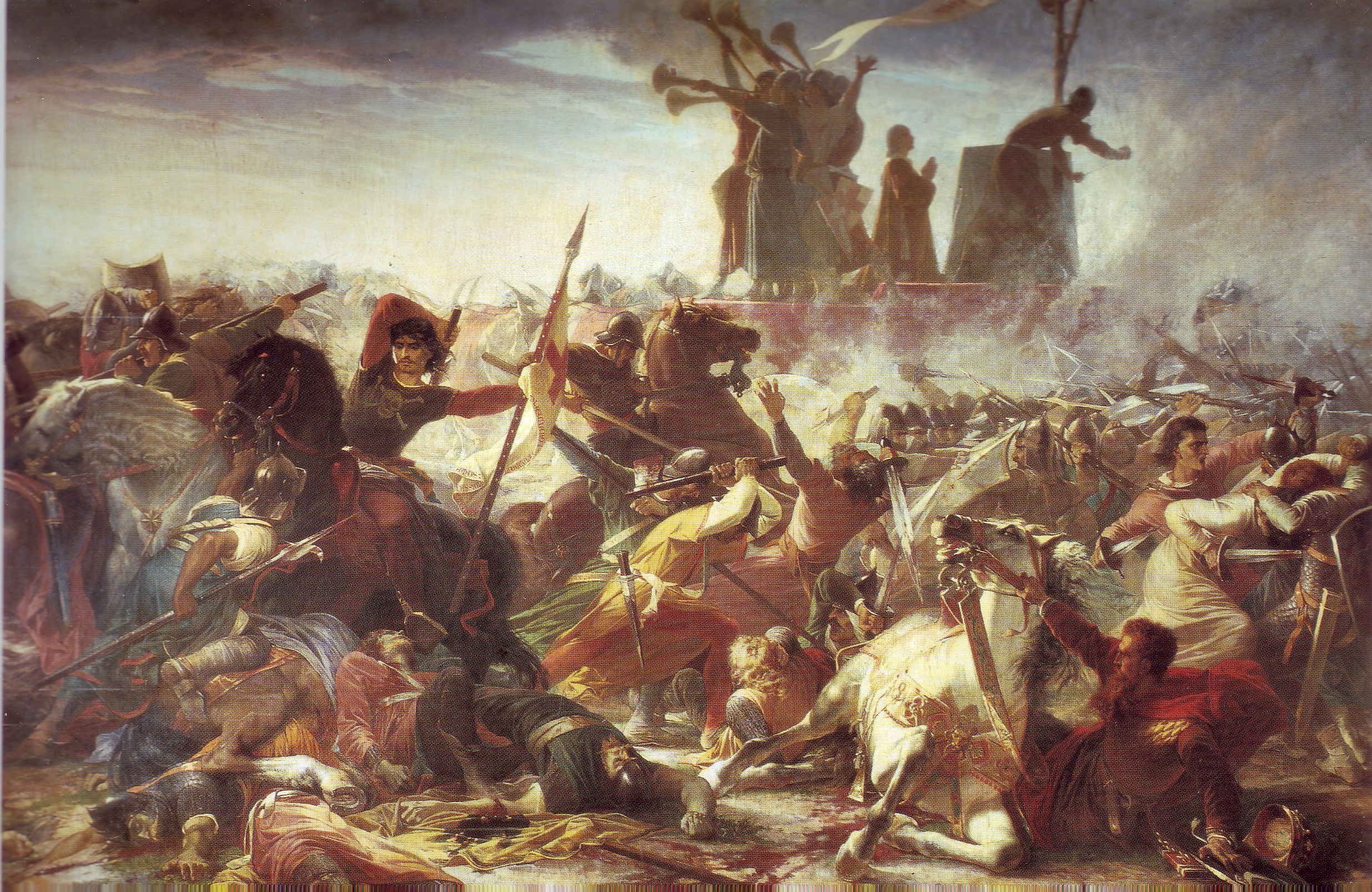
アモス・カッシオーリ「レニャーノの戦い」（19世紀）。カロッキオ（右後方）を防衛する「死の中隊」の奮戦が描かれる。

M.B. Syngeは「死の中隊」についてこのように書いている。
「900の危機に瀕した愛国者によって編成された「死の中隊」は神聖な戦車の旗を守った。進撃するドイツ人は、彼らの宝の安全の前には危険に見えて、彼らは突然ひざまずき、祖国のために死のうとする神に頭を垂れた」。

歩兵隊は重装歩兵のファランクスような密集陣形をとった。カロッキオの周囲での戦いは長く流血の伴うもので、そこにはロンバルディア同盟軍の歩兵が帝国軍を膠着状態へと導いた。
ついに、ロンバルディア同盟軍はブレシアからの騎兵隊からなる再編された騎兵隊の支援を受けた。この騎兵隊は敗走した偵察隊が援軍として呼んだものであった。

態勢を立て直した偵察隊とブレシアの騎兵隊はともに前方からフリードリヒ1世の軍を攻撃した。
決定的な強襲がブレシア軍からなされた、彼らは戦線を突破しようとし、フリードリヒ1世を直接攻撃しようとした。この攻撃では、彼の護衛と旗持ちが殺され、フリードリヒ1世は馬を捨て、死を覚悟した。このとき帝国軍は恐慌をきたし敗走し、ティチーノ川でロンバルディア同盟の騎兵隊に捕獲された。将軍たちは無駄に人を呼び集めた。
同盟軍によって捉えられた戦利品と捕虜は数え切れなかった。

## 戦闘後
戦闘後、フリードリヒ1世のロンバルディアでの統治は崩壊した。
逃げようとした騎士たちはパヴィアに集まった。ここで彼らはフリードリヒ1世の「死亡の推定」を皇后ベアトリス1世から受け取った。
皇后と帝国はフリードリヒの最期に服喪した。しかし数日後、皇帝はパヴィアの城門に現れた。
H. E. マーシャルは以下のように記す。「それから、バルバロッサが突如とパヴィアの城門の前に姿を現すとみな大いに喜んだ。フリードリヒ1世が殺されないように負傷し置き去りされた死者が数多いるにもかかわらず」。
ロンバルディア同盟の勝利はフリードリヒ1世をヴェネツィアまで追いやった。1177年の「ヴェネツィア条約」で、フリードリヒ1世と教皇アレクサンデル3世は和解した。
皇帝は教皇権を教皇領に認め、それと引き換えに教皇は皇帝の帝国の教会での皇帝権を認めた。
「ヴェネツィア条約」は大司教マグデブルクのヴィッヒマンによって大いに扇動された。彼はレニャーノの敗北の間にいた。しかしロンバルディア同盟の諸都市は1183年まで戦いを続けた。このときの「コンスタンツ条約」ではフリードリヒ1世は諸都市が自由に統領を選挙する権利をしぶしぶ認めた。条約は青銅で鋳造された。
フリードリヒ1世は1176年の支援要請を拒否したハインリヒ獅子公を許さなかった。
他のドイツ諸侯とハインリヒ獅子公の敵対を利用して、1180年フリードリヒ1世はハインリヒ獅子公を司教と諸侯の法廷での欠席裁判にかけ、帝国法は伝統的なゲルマン法を破棄しうることを宣言したうえで、ハインリヒ獅子公の所領をはぎ取り、無法者であることを宣言した。ハインリヒ獅子公は追放され、舅のイングランドのヘンリー2世のもとへと落ち延びた。ドイツ屈指の大領主であったハインリヒ獅子公を追放したことでフリードリヒ1世は皇帝の実力をドイツ諸侯に見せつけた。そしてその他の伯領、公領の統廃合を進めていく。
1186年1月27日、フリードリヒ1世の息子ハインリヒ6世はシチリア女王コンスタンツァとミラノで結婚し、講和が樹立された。

## 実際の戦場

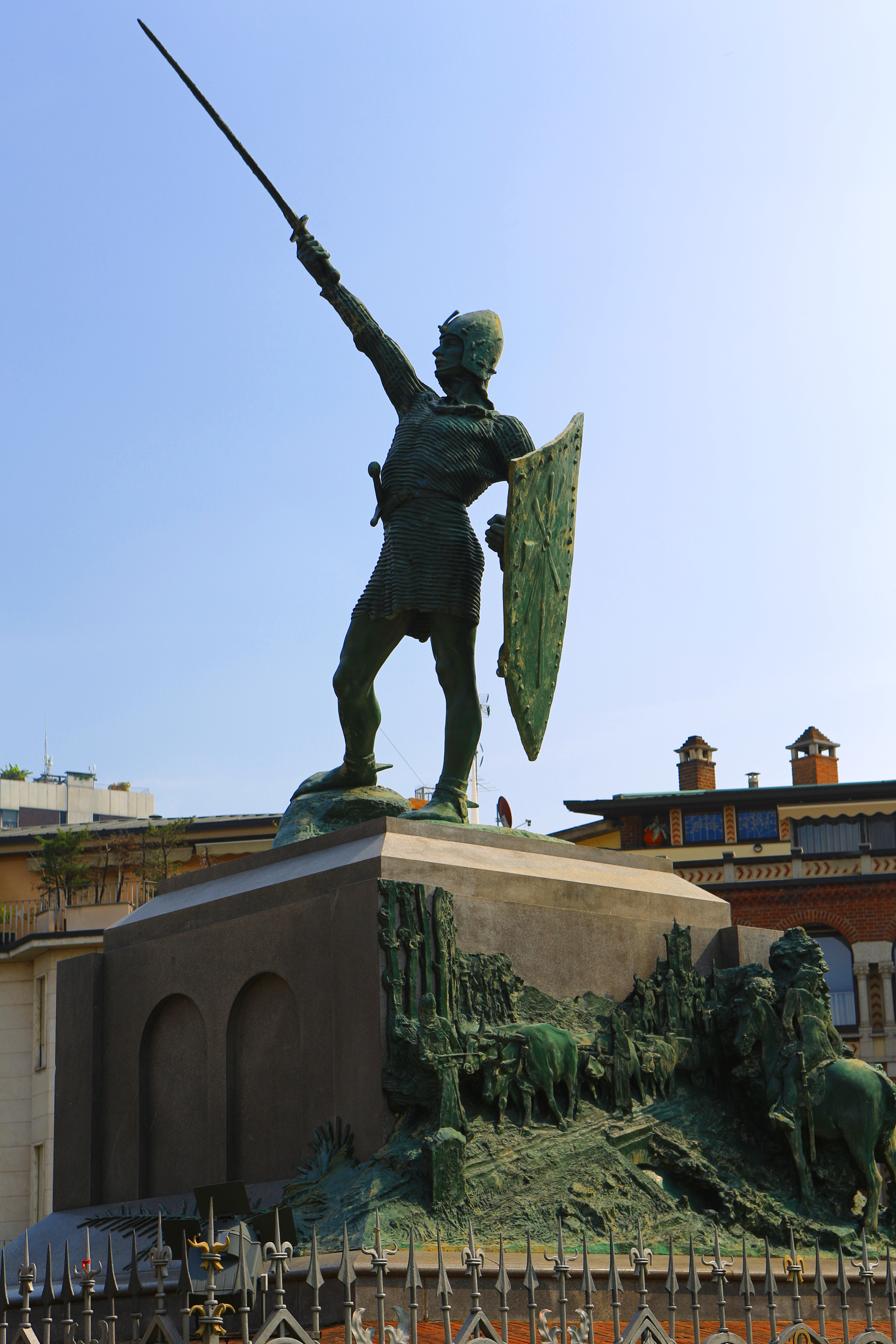
「レニャーノの戦士」のモニュメント（レニャーノ、ミラノ県）。

戦闘は伝統的にレニャーノの名前を結びつけられているが、同盟軍が同都市からやって来たからである。地元の歴史家が確認したところによれば、実際は戦闘はレニャーノの町から1.6キロ西、現在のヴィッラ・コルテーゼとボルサーノ（ブスト・アルシーツィオの分離集落）があるあたりで行われた。

## イタリア統一運動での言及
1848年8月3日にベルガモで提起された宣言において、革命の指導者ジュゼッペ・ガリバルディは彼自身のイタリア統一への闘争のひらめきの源泉としてレニャーノの歴史的戦闘に言及した。「ベルガモはいまの世代のポンティーダになるであろう。神は我らにレニャーノをもたらすであろう！」と 。同じ下りが1847年に書かれた『マメーリの賛歌』（いまのイタリア共和国国歌）にも「アルプスからシチリアまで、いたるところにレニャーノあり」と使用されている。